# .bj
.bj је највиши Интернет домен државних кодова (ccTLD) за Бенин. Администриран је од стране Канцеларије за станице и телекомуникације Бенина.